# The Double Cross (film 1912)
The Double Cross è un cortometraggio muto del 1912. Il nome del regista non compare nei credits.
Nello stesso anno uscirono altri due cortometraggi dallo stesso titolo: The Double Cross diretto da Otis Thayer e The Double Cross dell'Independent Moving Pictures Co. of America (IMP).

## Produzione
Prodotto dalla Eclair American.

## Distribuzione
Il film uscì nelle sale cinematografiche USA il 25 luglio 1912, distribuito dall'Universal Film Manufacturing Company.